# Swetlana Heger
Pour les articles homonymes, voir Heger.
Swetlana Heger est une artiste contemporaine, née en 1968 à Brno (Tchécoslovaquie). Titulaire d'un MFA de Université des Arts Appliqués de Vienne, Swetlana Heger travaille et vit aujourd’hui à Berlin et à New York.

## Œuvre
Swetlana Heger associe à son travail et ce, de façon ostensible, des partenaires privés dont elle met les marques en évidence.
Ce processus, le financement de l‘art par des grandes marques, a tendance à déranger (surtout s‘il est associé de façon intime à un artiste, et non à une organisation). 
Swetlana Heger intègre le fait que « l‘espace public de l‘art est à vendre » (Vincent Pécoil - "Brand Art", Art Monthly, No. 265/Avril 2002).
L‘art est un commerce, et comme Warhol, Swetlana Heger applique à sa production les mécanismes économiques et culturels de son époque : elle rend apparent, évident, la délégation de son mode de production. 
Elle assume à la fois la recherche de séduction de son art, ainsi que son intégration évidente dans le système économique. À travers son travail où elle s‘associe à de prestigieux partenaires (Adidas, BMW, Hermès), elle établit elle-même son nom et sa personne comme un “trademark“ (marque déposée). Sa méthode rejoint la Mode, ainsi que son œuvre, à l'image de sa performance en forme de photo shooting de mode (Cohen Residence, Paradise Valley, en 2006 - commande pour l’exposition “Constructing New Berlin“ qui s’est tenue au Phoenix Art Museum la même année) où elle-même joue le rôle d’un personnage/mannequin à différents moments de la journée, mais en conviant le public à la laborieuse phase de préparation collective de la performance (mise en valeur d’un mode de production collectif).
Comme il est rapporté dans Art Monthly, Londres, Avril 2002, elle a suggéré le terme de “Brand Art“ pour succéder au Pop Art. (* Brand, angl. : “marque”.)
Playtime : Swetlana Heger & Adidas.
Au croisement entre la culture de masse et l‘individualité de l‘artiste, le projet Playtime“ est un projet continu dans lequel l’artiste devient un modèle dans des campagnes publicitaires où elle collabore avec des marques de luxe.
Par exemple "Playtime : Swetlana Heger & Adidas", (photographié par Ali Kepenek, 2002, Impression lamda, montée sur aluminium et verre acrylique -125 × 152 cm) marque la coopération entre l‘artiste Swetlana Heger, la marque Adidas, et le photographe Ali Kepenek. 
L‘image de marque est le medium de son travail : on trouve de façon répétitive les 3 bandes caractéristiques de l‘image de marque d‘Adidas, qui constitue le vocabulaire de son travail.
Elle se met elle-même en scène et focalise l‘identité de la marque, le travail du photographe, et sa personnalité artistique dans son œuvre.
En ce sens son travail se trouve à la croisée des chemins entre la publicité, la mode et l‘art. (notion de “Cross over“). 
Adidas est le sponsor du projet, en contribuant au coût de production et en fournissant la matière première. Le nom de la marque apparaît d‘ailleurs dans le titre de l‘œuvre.
Cette dernière évoque une sorte de synthèse entre la mode et l‘art médiéval, Swetlana heger apparaissant comme une amazone des temps modernes, sur un cheval caparaçonné, comme si elle se préparait pour un “tournoi de mode“ (cf. les motifs chargés et multicolores du cheval assortis à la tenue en plusieurs éléments et épaisseurs de S.Heger, faisant écho aux tenues richement assorties des chevaliers et de leur montures pendant les tournois prestigieux du Moyen Âge).

## Expositions personnelles (sélection)
- 2008 - "Swetlana Heger. Solo shows & deja vus", Musée des Beaux-Arts, Dole
- 2006 - La Salle de Bains, “The walk of Fame“, Lyon
- 2005 - Artists Space, New York, Kunstbank, Berlin
- 2003 - VELAN per l’arte contemporanea “Playtime“
- 2002 - KunstWerke, Berlin; Galeria Javier López, Madrid
- 2001 - chouakri brahms Berlin; MAK Gallery, Vienna; Air de Paris, Paris, Tomio Koyama Gallery, Tokyo
- 2000 - Galerie Meyer Kainer, Vienna; Museum Of Contemporary Art, Zagreb
- 1999 - Mehdi Chouakri, Berlin, Y-1, Stockholm
- 1998 - Tomio Koyama Gallery, Tokyo; Kuenstlerhaus Palais Thurn & Taxis, Bregenz; Le Consortium, Dijon;
- 1997 - Air de Paris, Paris; Kunstverein, Ludwigsburg